# 128166 Carora
128166 Carora este o planetă minoră (asteroid), cu un diametru de 4,926 km, din centura de asteroizi. A fost descoperită pe 27 august 2003 la Mérida de Ignacio Ramón Ferrín Vázquez⁠(d) și a fost numită după Carora⁠(d). 
Obiectul prezintă o orbită caracterizată de o semiaxă mare de 3,1360166631885 UAi, o excentricitate de 0,08, o înclinație de 14,4 ° în raport cu ecliptica.